# Кочетовка I
Кочето́вка I — внеклассная узловая сортировочная станция Юго-Восточной железной дороги в городе Мичуринске Тамбовской области. Построена в 1876 году, а в 1900-м стала грузовой сортировочной. Является опорной сортировочной станцией Мичуринского узла. На территории станции находятся остановочные пункты Новое Депо, Кочетовка II, Кочетовка III, Кочетовка V, Электродепо. Располагается станция на развилке магистралей Москва — Юг (Воронеж, Ростов-на-Дону), Тамбов—Саратов.

## Деятельность
- На станции останавливается около 8—10 пар электропоездов, из них 4 пары Мичуринск — Ряжск I, 3 пары Мичуринск — Раненбург, 1 пара Мичуринск — Раненбург — Павелец-Тульский и 2 пары Мичуринск — Богоявленск. Через станцию проходит большое количество поездов дальнего следования, но поезда здесь не останавливаются.
- На станции находятся ПТОЛ для техосмотра локомотивов грузовых поездов, а также маневровых тепловозов.
- На станции находится одноимённое локомотивное депо.

## Сотрудники
Секретарём узлового парткома станции Кочетовка Ленинской железной дороги работал Михаил Иванович Егоров (1911—1968), в будущем генерал-майор КГБ.

## В литературе
На этой станции происходят действия рассказа А. И. Солженицына «Случай на станции Кочетовка».